# Sobětice (Výsluní)
Sobětice (deutsch Zobietitz) ist ein Ortsteil der Stadt Výsluní in Tschechien.

## Geographie

### Lage
Sobětice liegt etwa 600 m östlich von Výsluní und gehört zum Okres Chomutov. Die Ortslage befindet sich auf dem Erzgebirgskamm am Abfall der Sonnenberger Hochfläche zum Tal des Baches Prunéřovský potok (Brunnersdorfer Bach). Der Ort wird vom Sobětický potok (Fleckmühlbach) durchflossen. Nördlich erhebt sich der Kýšovický vrch (Gaischwitzer Berg, 789 m), im Osten die Poustevna (Schweigerberg, 825 m), südlich der Volyňský vrch (Hundskoppe, 727 m), im Südwesten die Zieberler Höhe (762 m) westlich die Triebischler Koppe (810 m) und im Nordwesten der Galgenberg (785 m). Gegen Osten liegt das Felstal des Baches Prunéřovský potok und im Süden die Burg Hasištejn.
Nachbarorte sind Kýšovice, Celná, Křimov und Nebovazy im Nordosten, Lideň und Vysoká im Osten, Vysoká Jedle und Místo im Südosten, Úbočí im Süden, Třebíška im Südwesten sowie Výsluní im Nordwesten.

### Ortsgliederung
Der Katastralbezirk Sobětice u Výsluní umfasst die Dörfer Kýšovice und Sobětice.

## Geschichte

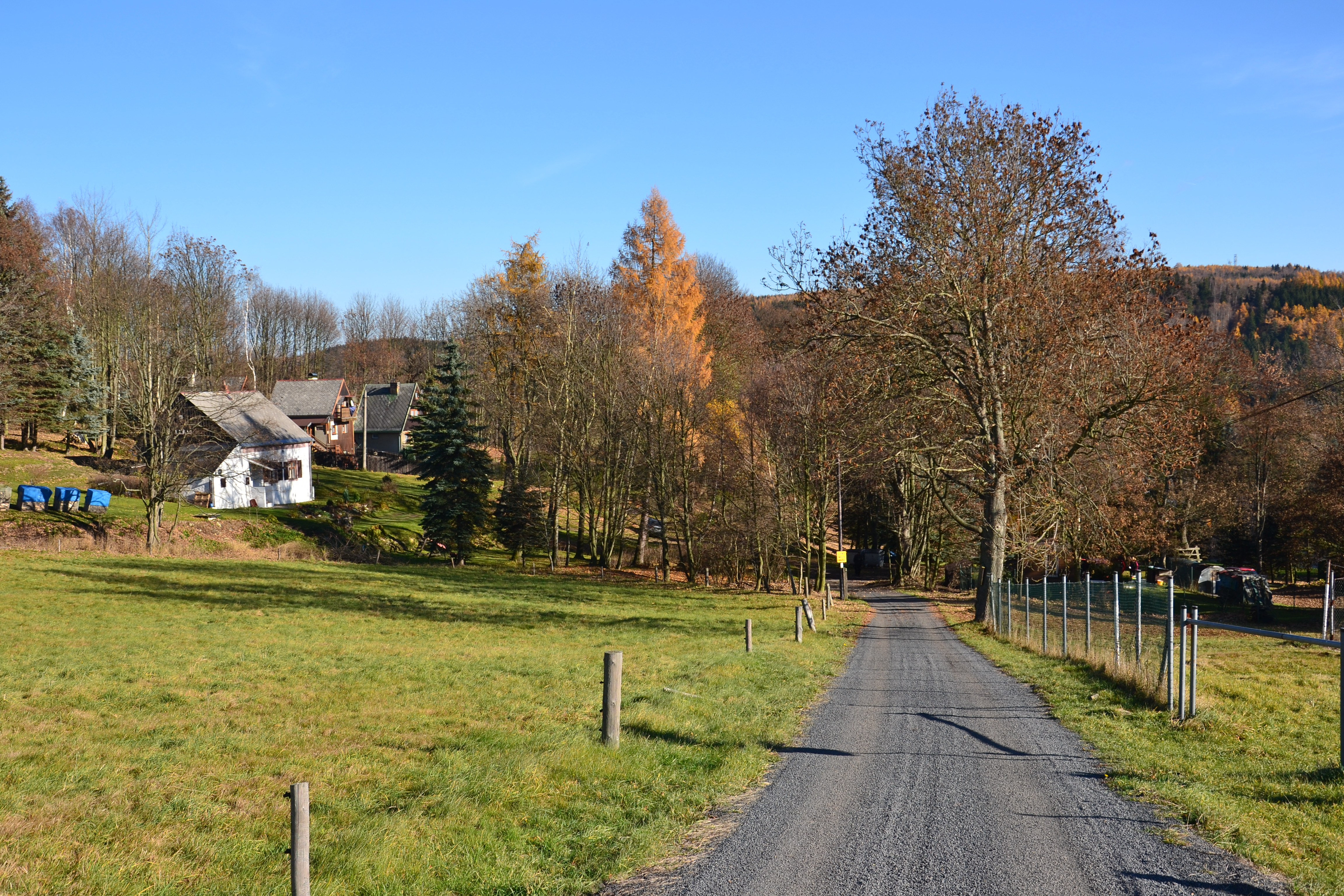
Blick auf einen Teil von Sobětice

Die erste schriftliche Erwähnung von Sobětice erfolgte 1367 als Teil des Hassensteiner Anteils des Preßnitzer Gutes. Besitzer waren zu dieser Zeit die Herren von Schönburg. Der Name des als Rundling angelegten Dorfes leitet sich von Sobata ab. Einer Legende zufolge soll der Ort auf ein ursprünglich bei Sebastiansberg gelegenes Dorf Brommendorf zurückgehen, das später aufgegeben wurde. Für die Existenz von Brommendorf gibt es jedoch keine Nachweise; möglicherweise lag diese Ansiedlung auf den in der Nähe von Sebastiansberg befindlichen Zobietitzer Fluren.
1417 wurde Nikolaus von Lobkowicz für seine Verdienste bei der Einnahme der Burg Hassenstein mit der Herrschaft belehnt. Seit 1466 übte der Gaischwitzer Erbrichter die Niedere Gerichtsbarkeit über Zobietitz aus. Bei der Erbteilung von 1518 fiel der Besitz Wenzel Popel von Lobkowicz zu. Er verkaufte die Güter 1519 an seinen Bruder Wilhelm Popel von Lobkowicz. Von diesem erwarben 1533 die Grafen Schlick den Besitz, den sie bis 1545 hielten. Danach fiel Zobietitz der Böhmischen Kammer zu. 1555 erhielt Bohuslav Felix von Lobkowitz und Hassenstein die Herrschaft Hassenstein als Pfandbesitz. Er kaufte aus dem Kammerbesitz noch mehrere Dörfer des Preßnitzer Gutes, darunter auch Zobietitz, hinzu und bildete daraus den Sonnenberger Anteil. 1594 wurden die Besitzungen des in Ungnade gefallenen Georg Popel von Lobkowicz konfisziert. Mit der Abtrennung des Sonnenberger Anteils von der Herrschaft Hassenstein wurde das aus 14 Anwesen bestehende Dorf Zobietitz 1606 an die Herrschaft Preßnitz angeschlossen. Um 1640 brannten schwedische Truppen Zobietitz bis auf ein Haus nieder. Der Wiederaufbau des Dorfes erfolgte recht bald. In der berní rula von 1654 sind für Zobietitz 14 Bauernwirtschaften und zwei Chaluppen ausgewiesen, bewirtschaftet wurden zehn Bauernhöfe. Schul- und Pfarrort war die Bergstadt Sonnenberg. Auf dem Dorfplatz befand sich eine Kapelle. Westlich des Dorfes wurde bis 1849 in der St.-Wenzels-Zeche Hämatit abgebaut. 1847 lebten in den 24 Häusern des Dorfes 163 Menschen.
Nach der Aufhebung der Patrimonialherrschaften bildete Zobietitz/Sobětice ab 1850 mit dem Ortsteil Gaischwitz und den im Tal des Brunnersdorfer Baches gelegenen Flecklmühle und Zobietitzer Brettmühle eine Gemeinde in der Bezirkshauptmannschaft Kaaden. 1906 wurde das Dorf dem neuen Bezirk Preßnitz zugeordnet.
Nach dem Münchner Abkommen wurde die Gemeinde 1938 dem Deutschen Reich zugeschlagen und gehörte bis 1945 zum Landkreis Preßnitz, dessen Auflösung zwar 1939 verkündet, aber bis zum Ende des Zweiten Weltkrieges nicht durchgeführt wurde. Zobietitz sollte dabei dem Landkreis Komotau zufallen. 1939 hatte die Gemeinde 210 Einwohner.
Nach dem Ende des Krieges kam Sobětice zur Tschechoslowakei zurück und die deutschen Bewohner wurden vertrieben. 1947 erfolgte die Auflösung des Okres Přísečnice und Sobětice wurde dem Okres Chomutov zugeschlagen. Im Jahre 1951 wurde Sobětice nach Výsluní eingemeindet. 1959 erfolgte der Abriss der Kapelle und zahlreicher unbewohnter Häuser. Bei den Erhebungen 1970, 1980 und 1991 hatte Sobětice keine ständigen Einwohner mehr. Mit Beginn des Jahres 1979 verlor das Dorf deshalb seinen Status als Ortsteil. Seit 1999 wird Sobětice wieder amtlich als Ortsteil von Výsluní geführt.

## Entwicklung der Einwohnerzahl
| Jahr | Einwohnerzahl |
| ---- | ------------- |
| 1869 | 160           |
| 1880 | 149           |
| 1890 | 135           |
| 1900 | 121           |
| 1910 | 112           |

| Jahr | Einwohnerzahl |
| ---- | ------------- |
| 1921 | 91            |
| 1930 | 94            |
| 1950 | 9             |
| 1961 | 4             |
| 1970 | 0             |

| Jahr | Einwohnerzahl |
| ---- | ------------- |
| 1980 | 0             |
| 1991 | 0             |
| 2001 | 5             |
| 2011 | 4             |

## Sehenswürdigkeiten
- Felsental des Prunéřovský potok mit dem Wasserfall Kýšovický vodopád
- Burg Hasištejn

## Ehemalige Bauwerke
- Die Kapelle auf dem Dorfplatz wurde im 19. Jahrhundert an Stelle eines Vorgängerbaus errichtet. 1959 erfolgte ihr Abriss. Die in der Kapelle befindliche hölzerne Madonna aus dem 14. Jahrhundert ist seit dieser Zeit verschollen. Auf den Grundmauern der Kapelle wachsen heute einige Fichten.
- Kapelle am Wegekreuz nordwestlich des Dorfes. Die kleine Kapelle befand sich am Abzweig des über Sobětice zur ehemaligen Fleklův mlýn führenden Weges von der Straße Hora Svatého Šebestiána-Výsluní. Sie ist erstmals 1767 nachweisbar und wurde ebenfalls 1959 abgebrochen.